# Palisade (Colorado)
Palisade és una població dels Estats Units a l'estat de Colorado. Segons el cens del 2000 tenia 2.579 habitants.

## Demografia
Segons el cens del 2000, Palisade tenia 2.579 habitants, 1.051 habitatges, i 689 famílies. La densitat de població era de 930,6 habitants per km².
Dels 1.051 habitatges en un 30,5% hi vivien nens de menys de 18 anys, en un 49,8% hi vivien parelles casades, en un 12% dones solteres, i en un 34,4% no eren unitats familiars. En el 29,5% dels habitatges hi vivien persones soles el 12,9% de les quals corresponia a persones de 65 anys o més que vivien soles. El nombre mitjà de persones vivint en cada habitatge era de 2,35 i el nombre mitjà de persones que vivien en cada família era de 2,91.
Per edats la població es repartia de la següent manera: un 24,3% tenia menys de 18 anys, un 7,6% entre 18 i 24, un 26,5% entre 25 i 44, un 21,5% de 45 a 60 i un 20,2% 65 anys o més.
L'edat mediana era de 40 anys. Per cada 100 dones de 18 o més anys hi havia 85,3 homes.
La renda mediana per habitatge era de 27.739 $ i la renda mediana per família de 31.797 $. Els homes tenien una renda mediana de 28.231 $ mentre que les dones 21.875 $. La renda per capita de la població era de 15.539 $. Entorn de l'11% de les famílies i el 14% de la població estaven per davall del llindar de pobresa.

## Poblacions més properes
El següent diagrama mostra les poblacions més properes.